# Pherechoa
Pherechoa là một chi bướm đêm thuộc họ Erebidae.

## Loài
- Pherechoa crypsichlora Turner, 1932